# Ley de las proporciones múltiples

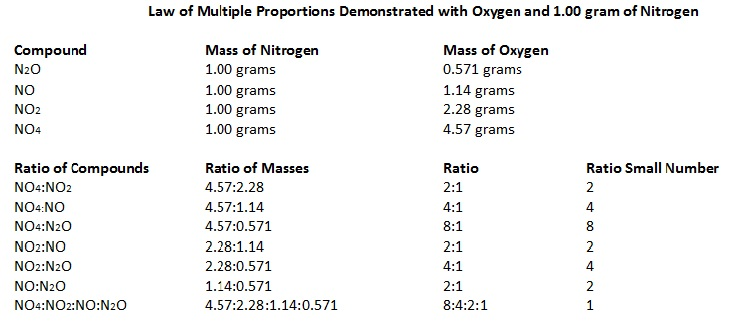
La ley para los óxidos de nitrógeno.

La ley de Dalton o "Ley de las proporciones múltiples" formulada en 1803 por  John Dalton, es una de las leyes más básicas. Fue demostrada por el químico y físico francés Louis Joseph Gay-Lussac. Dice:

Cuando dos o más elementos se combinan para dar más de un compuesto, una masa variable de uno de ellos se une a una masa fija del otro, y la primera tiene como relación números canónicos e indistintos.

## Explicación
Esta ley afirma que cuando dos elementos se combinan para originar distintos compuestos, se combinan con dicha cantidad fija para dar como producto los compuestos, están en relación de números enteros sencillos. Esta fue la última de las leyes ponderales en postularse. Dalton trabajó en un fenómeno del que Proust no se había percatado. Así, por ejemplo, hay dos óxidos de cobre, el CuO y el Cu2O,  79,89 % y un 88,82 % de cobre, respectivamente, y que equivalen a 3,974 gramos de cobre por gramo de oxígeno en el primer caso y 7,948 gramos de cobre por gramo de oxígeno en el segundo. La relación entre ambas cantidades es de 1:2 como se expresa actualmente con las fórmulas de los compuestos derivados de la teoría atómica.